# Cell-medierad immunitet
Cell-medierad immunitet är en immunreaktion som inte involverar antikroppar utan istället aktiverar makrofager, NK-celler, cytotoxiska T-celler (CD8+) och utsöndrar en speciell profil av cytokiner mot antigen.
Cell-medierad immunitet skyddar framförallt mot intracellulära mikroorganismer, t.ex. virus och vissa bakterier, men skyddar även mot cancer, svampinfektioner och protister.
Typ IV-överkänslighet är en cell-medierad allergisk reaktion.